# Medigap
Medigap (també anomenat assegurança complementaria Medicare) es refereix a diversos plans d'assegurança mèdica privada que es venen per complementar Medicare als Estats Units. L'assegurança Medigap ofereix cobertura per a molts dels copagaments i algunes de les co-assegurances relacionades amb les despeses de hospital, centre de infermeria especialitzada, atenció mèdica domiciliària, ambulància, equip mèdic de llarga durada i metges coberts per Medicare. El nom de Medigap es deriva de la noció que hi ha per cobrir la diferència entre les despeses reemborsades als proveïdors per les parts A i B de Medicare pels serveis esmentats anteriorment i la suma total que es permet cobrar per aquests serveis als Estats Units. Més de 14 milions d'estatunidencs tenien una assegurança complementària de Medicare en 2018, segons un informe de l'Associació Estatunidenca d'Assegurances Complementàries de Medicare.

## Elegibilitat
La elegibilitat per Medicare pot començar per als estatunidencs quan compleixen al menys 64 anys i 9 mesos o en jubilar-se. Aquells amb una discapacitat, malaltia renal en etapa terminal, ELA o discapacitat de la Seguretat Social durant 24 mesos seguits també poden qualificar per als beneficis anticipats de Medicare. Una persona ha d'estar inscrita en les parts A i B de Medicare abans de poder inscriure en un pla Medigap.